# Élections à l'Assemblée de Madrid de 2015
Les élections à l'Assemblée de Madrid de 2015 (en espagnol : Elecciones a la Asamblea de Madrid de 2015) se sont tenues le dimanche 24 mai 2015, afin d'élire les cent-vingt-neuf députés de la dixième législature de l'Assemblée de Madrid.
Le scrutin voit la victoire du Parti populaire de Madrid (PPM), qui perd toutefois la majorité absolue dont il disposait depuis 1995.

## Contexte
Depuis le basculement régional opéré en 1995, la communauté de Madrid est une place forte du Parti populaire (PP).
Au cours des élections autonomiques du 22 mai 2011, le PPM est une nouvelle fois le vainqueur incontesté du scrutin. En tête, il totalise 53 % des suffrages exprimés, toujours au-dessus des 1 500 000 voix, et obtient ainsi 72 députés sur 129 à l'Assemblée. Il laisse loin derrière le Parti socialiste de Madrid-PSOE (PSM-PSOE), qui passe à 26,9 %, en dessous des 800 000 suffrages, et 36 députés. Il s'agit tout simplement de son plus mauvais résultat depuis les 24 % aux européennes de 1994. Cet échec fait les affaires de la Gauche unie communauté de Madrid, qui atteint 8,7 % et 13 mandats, et surtout d'Union, progrès et démocratie (UPyD), parti centriste social-libéral qui entre à l'Assemblée avec 6,5 % et 8 élus, rompant le tripartisme en vigueur depuis 1991.
Dans le même temps se tiennent les élections municipales, qui confirment la situation. Virant en tête, les conservateurs s'adjugent 48,2 % des voix, contre 24,1 % aux socialistes. Jamais un tel écart n'avait été constaté au cours d'un scrutin de cette nature. Les écosocialistes confirment leur troisième place avec 10,8 %, tandis que les centristes confirment leur ancrage avec un total de 7 %. À Madrid, le PP compte 49,7 % des voix et 31 élus sur 57, très loin devant le PSOE et ses 24 % qui lui donnent 15 mandats. IU, toujours troisième, obtient 10,8 % et 6 sièges, tandis qu'UPyD intègre le conseil municipal avec 7,9 % soit 5 conseillers. Sur les vingt-cinq autres villes de plus de 30 000 habitants de la communauté autonome, les socialistes en abandonnent six et ne contrôlent plus que Fuenlabrada et Parla. Les écosocialistes sauvant leurs deux mairies, à savoir Rivas-Vaciamadrid et San Fernando de Henares, les conservateurs détiennent le pouvoir dans les vingt-et-une restantes.
À peine quelques mois plus tard, lors des élections législatives anticipées du 20 novembre 2011, le PP s'impose avec 50,8 % des voix et 19 députés sur les 36 à pourvoir. Deuxième loin derrière, le PSOE capte 26,1 % des suffrages et 10 sièges, son plus mauvais score à ce type de scrutin. La troisième place revient cette fois-ci à UPyD, qui atteint son record à 10,3 % et 4 parlementaires. IU, quatrième, engrange 8 % des voix et les 3 mandats restants. Le 22 décembre, le maire de Madrid Alberto Ruiz-Gallardón est nommé ministre de la Justice ; il abandonne ses responsabilités à Ana Botella, première femme à prendre la direction de la capitale espagnole.
Lors d'une conférence de presse surprise convoquée le 17 septembre 2012, la présidente de la communauté de Madrid Esperanza Aguirre, au pouvoir depuis novembre 2003, annonce subitement sa démission pour raisons personnelles. Onze jours plus tard, le vice-président Ignacio González, secrétaire général du PPM dont elle reste la présidente, prend sa suite.
Les élections européennes du 25 mai 2014 vont constituer un véritable bouleversement dans la scène politique de la communauté autonome. S'il est toujours premier, le PP s'écroule puisqu'il capte seulement 30 % des suffrages exprimés. Jamais depuis le scrutin européen de 1987 il n'était tombé si bas. Le PSOE est encore plus en difficulté avec un résultat de seulement 19 %. Il s'agit d'un plancher historique pour les socialistes. Ce double échec profite en premier lieu à un nouveau parti de gauche antilibéral, Podemos, formé quelques mois avant et qui atteint 11,4 %. Derrière, UPyD s'affirme comme un acteur de la vie politique régionale avec 10,6 %, soit tout juste 500 voix de plus qu'IU.
Le 12 février 2015, la commission exécutive fédérale du PSOE annonce la destitution de la commission exécutive du Parti socialiste de Madrid-PSOE et la révocation de la candidature de son secrétaire général Tomás Gómez à la présidence de la région, au prétexte d'une enquête sur de possibles faits de corruption à l'époque où il était maire de Parla. Une direction provisoire dirigée par Rafael Simancas est installée et l'ancien ministre de l'Éducation Ángel Gabilondo, qui n'appartient pas au parti, est investi chef de file électoral.

## Mode de scrutin
L'Assemblée de Madrid (en espagnol : Asamblea de Madrid) se compose de 129 députés, élus pour un mandat de quatre ans au suffrage universel direct, suivant le scrutin proportionnel à la plus forte moyenne d'Hondt. Le nombre d'élus n'est pas fixe puisque le statut d'autonomie prévoit que chaque député représente 50 000 habitants.
La communauté de Madrid constitue une circonscription unique. Seules les forces politiques – partis, coalitions, indépendants – ayant remporté au moins 5 % des suffrages exprimés au niveau du territoire régional participent à la répartition des sièges.

## Campagne

### Partis et chefs de file
| Formation politique | Formation politique                                               | Tête de liste       | Idéologie                                            | Score en 2011              |
| ------------------- | ----------------------------------------------------------------- | ------------------- | ---------------------------------------------------- | -------------------------- |
|                     | Parti populaire de Madrid Partido Popular de Madrid               | Cristina Cifuentes  | Centre droit Conservatisme, démocratie chrétienne    | 53 % des voix 72 députés   |
|                     | Parti socialiste de Madrid-PSOE Partido Socialista de Madrid-PSOE | Ángel Gabilondo     | Centre gauche Social-démocratie, progressisme        | 26,9 % des voix 36 députés |
|                     | Gauche unie - Les Verts Izquierda Unida - Los Verdes              | Luis García Montero | Gauche Communisme, écologie, républicanisme          | 9,9 % des voix 13 députés  |
|                     | Union, progrès et démocratie Unión Progreso y Democracia          | Ramón Marcos        | Centre Social-libéralisme, progressisme, centralisme | 6,5 % des voix 8 députés   |

### Sondages
| Institut | Date              | PP          | PSOE        | IU        | UPyD       | Podemos | C's      | Autres   | En-tête |
| --- | ----------------- | ----------- | ----------- | --------- | ---------- | ------- | -------- | -------- | ------- |
| ABC | septembre         | 41,8% 61    | 16,4% 24    | 5,4% 8    | 7,7% 11    | 4,4% 0  | 17,5% 25 | 7,0% 0   | 24,3 %  |
| Metroscopia | 24–28 avril       | 36,7% 53    | 21,3% 31    | 18,8% 27  | 12,7% 18   | -       | -        | 10,5% 0  | 15,4 %  |
| Invymark | 21 avril          | 42,3% 60    | 23,9% 34    | 14,4% 20  | 10,5% 15   | -       | -        | 8,9% 0   | 18,4 %  |
| 2014 |                   |             |             |           |            |         |          |          |         |
| NC Report | 19 novembre       | - 52-53     | – 33-34     | – 24-25   | – 18-19    | -       | -        | – 0      | –       |
| « http://elmundoencifras.com/madrid-iu-adelanta-psoe-al-borde-de-ser-4a-fuerza-en-la-capital-upyd-decide/ »(Archive.org • Wikiwix • Archive.is • Google • Que faire ?) Vozpopuli | 6 juin            | - 63        | – 31        | – 18      | – 17       | -       | -        | – 0      | –       |
| NC Report | 15 avril - 10 mai | 38,5% 56–57 | 21,8% 31–32 | – 24–25   | – 16–17    | -       | -        | – 0      | 16,7 %  |
| Metroscopia | 29 avril          | 35,2% 54    | 20,1% 30    | 18,9% 29  | 10,4% 16   | -       | -        | 15,4% 0  | 15,1 %  |
| 2013 |                   |             |             |           |            |         |          |          |         |
| EQUO | 31 décembre       | 33,0% 43    | 29,0% 38    | 15,0% 19  | 16,0% 20   | -       | -        | 7,0% 9   | 4,0 %   |
| 2012 |                   |             |             |           |            |         |          |          |         |
| Élections générales (projections) | 20 novembre 2011  | 51,0% (70)  | 26,0% (35)  | 8,0% (10) | 10,3% (14) | -       | -        | 4,7% (0) | 25,0%   |
| Élections locales | 22 mai 2011       | 51,7% 72    | 26,3% 36    | 9,6% 13   | 6,3% 8     | -       | -        | 6,1% 0   | 25,4%   |

## Résultats

### Voix et sièges
|                          |                                                         |           |       |       |        |               |  |  |  |  |  |  |  |  |
| Parti                    | Parti                                                   | Voix      | %     | +/-   | Sièges | +/-           |  |  |  |  |  |  |  |  |
|                          | Parti populaire (PP)                                    | 1 050 256 | 33,08 | 18,65 | 48     | 24            |  |  |  |  |  |  |  |  |
|                          | Parti socialiste ouvrier espagnol (PSOE)                | 807 385   | 25,43 | 0,84  | 37     | 1             |  |  |  |  |  |  |  |  |
|                          | Podemos                                                 | 591 697   | 18,64 | Nv.   | 27     | 27            |  |  |  |  |  |  |  |  |
|                          | Ciudadanos (Cs)                                         | 385 836   | 12,15 | 11,99 | 17     | 17            |  |  |  |  |  |  |  |  |
|                          | Gauche unie-Les Verts (IU-LV)                           | 132 207   | 4,16  | 5,47  | 0      | 13            |  |  |  |  |  |  |  |  |
|                          | Union, progrès et démocratie (UPyD)                     | 64 643    | 2,04  | 4,28  | 0      | 8             |  |  |  |  |  |  |  |  |
|                          | Vox                                                     | 37 491    | 1,18  | Nv.   | 0      | en stagnation |  |  |  |  |  |  |  |  |
|                          | Parti animaliste contre la maltraitance animale (PACMA) | 32 228    | 1,02  | 0,49  | 0      | en stagnation |  |  |  |  |  |  |  |  |
|                          | Espagne 2000 (E-2000)                                   | 6 037     | 0,19  | Nv.   | 0      | en stagnation |  |  |  |  |  |  |  |  |
|                          | Phalange espagnole (FE-JONS)                            | 5 550     | 0,17  | Nv.   | 0      | en stagnation |  |  |  |  |  |  |  |  |
|                          | Union pour Leganés (ULEG)                               | 5 442     | 0,17  | 0,08  | 0      | en stagnation |  |  |  |  |  |  |  |  |
|                          | Recortes Cero                                           | 4 138     | 0,13  | Nv.   | 0      | en stagnation |  |  |  |  |  |  |  |  |
|                          | Parti humaniste (PH)                                    | 3 460     | 0,11  | 0,02  | 0      | en stagnation |  |  |  |  |  |  |  |  |
|                          | Parti communiste des peuples d'Espagne (PCPE)           | 3 196     | 0,10  | 0,09  | 0      | en stagnation |  |  |  |  |  |  |  |  |
|                          | Autres partis                                           | 10 292    | 0,32  | -     | 0      | -             |  |  |  |  |  |  |  |  |
|                          | Vote blanc                                              | 34 856    | 1,10  | 1,29  |        |               |  |  |  |  |  |  |  |  |
|                          |                                                         |           |       |       |        |               |  |  |  |  |  |  |  |  |
| Suffrages exprimés       | Suffrages exprimés                                      | 3 174 714 | 99,03 |       |        |               |  |  |  |  |  |  |  |  |
| Votes nuls               | Votes nuls                                              | 31 217    | 0,97  |       |        |               |  |  |  |  |  |  |  |  |
| Total                    | Total                                                   | 3 205 931 | 100   | -     | 129    | en stagnation |  |  |  |  |  |  |  |  |
| Abstention               | Abstention                                              | 1 674 564 | 34,31 |       |        |               |  |  |  |  |  |  |  |  |
| Inscrits / participation | Inscrits / participation                                | 4 880 495 | 65,69 |       |        |               |  |  |  |  |  |  |  |  |

### Analyse
Bien que 161 000 électeurs supplémentaires se rendent aux urnes, le taux de participation enregistre une infime descente, du fait d'une hausse de 258 000 inscrits en quatre ans.
Cette élection confirme le bouleversement enregistré aux européennes de 2014. Premier pour la huitième élection autonomique consécutive, le Parti populaire de Madrid subit une véritable hémorragie puisqu'il perd 498 000 voix par rapport au scrutin de 2011, soit un recul de l'ordre d'un tiers. En conséquence, il se replie sous les 35 % des exprimés, une situation inédite depuis 1987. Il perd ainsi sa majorité absolue des sièges, conquise en 1995, et se retrouve avec la plus faible proportion d'élus pour un parti vainqueur dans l'histoire de la communauté. Toujours en difficulté, le Parti socialiste de Madrid-PSOE parvient tout de même à redresser la situation. Il parvient à regagner 21 100 voix favorables en quatre ans et conquiert 1 mandat parlementaire de plus. C'est sa première progression à une élection autonomique depuis l'élection de mai 2003.
Ce fort reflux des deux principaux partis, qui totalisent moins de la moitié des voix, se fait au profit de deux forces émergentes. Le parti antilibéral Podemos émerge directement en troisième position après plus de 500 000 voix et 27 députés, soit près des trois quarts du score socialiste. C'est le meilleur résultat d'un troisième parti dans l'histoire de la communauté autonome. L'autre formation qui bénéficie de ce bouleversement est celle des libéraux de Citoyens - Parti de la Citoyenneté (C's). Auteur d'un score marginal – moins de 5 000 voix – en 2011, il progresse de 8 000 % pour aller toucher la quatrième place, avec plus de 350 000 suffrages en sa faveur. Jamais, dans une Assemblée de Madrid à quatre partis, le quatrième n'avait été aussi haut.
Les émergents font en revanche deux victimes, la Gauche unie communauté de Madrid, qui disparaît d'un Parlement dont elle est membre sans interruption depuis 1983, abandonnant 164 500 voix par rapport à 2011. Elle tombe ainsi sous les 5 % et perd sa représentation parlementaire. Il en va de même pour Union, progrès et démocratie, pourtant bien implantée depuis quatre ans. Avec un repli de 124 400 suffrages, la formation centriste s'effondre puisqu'elle dépasse à peine les 2 %, très loin du plancher légal d'entrée à l'Assemblée.

### Conséquences
Le 24 juin, Cristina Cifuentes est investie présidente de la communauté de Madrid par 65 voix pour et 64 contre, ayant bénéficié du soutien de Ciudadanos négocié par Ángel Garrido. Le 26 juillet, maire de Getafe Sara Hernández est élue secrétaire générale du PSM-PSOE, qui se renomme Parti socialiste ouvrier espagnol de la communauté de Madrid (PSOE-M).